# William Townsend Aiton
William Townsend Aiton (* 2. Februar 1766 in Kew, London; † 9. Oktober 1849 in Kensington, London) war ein englischer botanischer Gärtner. Sein offizielles botanisches Autorenkürzel lautet „W.T.Aiton“; es ist aber auch die Abkürzung „Ait. f.“ in Gebrauch.

## Leben und Wirken
Aiton war der älteste Sohn von William Aiton. Er war Nachfolger seines Vaters als Vorsteher des Botanischen Gartens in Kew.
Am 7. März 1804 war Mitbegründer der Royal Horticultural Society. Aiton gab von 1810 bis 1813 die 2. Auflage des Hortus Kewensis heraus, dessen 1. Auflage 1789 von einem Vater veröffentlicht wurde. 1845 trat er in den Ruhestand.

## Schriften (Auswahl)
- Delineations of exotick plants cultivated in the Royal gardens at Kew. London 1796–[1803] (Digitalisat) – von Francis Bauer, als Herausgeber.
- Hortus kewensis; or, a catalogue of the plants cultivated in the Royal botanic garden at Kew. 2. Auflage, 5 Bände, Longman, Hurst, Rees, Orme, and Brown, London 1810–1813 (Digitalisat).
- An epitome of the second edition of Hortus Kewensis for the use of practical gardeners; to which is added, a selection of suculent vegetables and fruits cultivated in the Royal Gardens at Kew. Longman, Hurst, Rees, Orme, and Brown, London 1814 (Digitalisat).